# Cynophalla hastata
Cynophalla hastata är en kaprisväxtart som först beskrevs av Nikolaus Joseph von Jacquin, och fick sitt nu gällande namn av Jan Svatopluk Presl. Cynophalla hastata ingår i släktet Cynophalla, och familjen kaprisväxter. Inga underarter finns listade i Catalogue of Life.